# Eleccions federals alemanyes de 2017
Les eleccions federals alemanyes de 2017 varen celebrar-se el 24 de setembre de 2017, en les quals es van escollir els 709 diputats del Bundestag, que alhora han d'escollir el canceller d'Alemanya per al període de 2017-2021.

## Partits participants
- CDU – Unió Demòcrata Cristiana d'Alemanya
- SPD – Partit Socialdemòcrata d'Alemanya
- DIE LINKE – L'Esquerra
- GRÜNE – Aliança 90/Els Verds
- CSU – Unió Social Cristiana de Baviera
- FDP – Partit Democràtic Lliure
- AfD – Alternativa per Alemanya
- FREIE WÄHLER – Electors Lliures
- BGE – Bündnis Grundeinkommen
- Die PARTEI – Die PARTEI
- MLPD – Partit Marxista-Leninista d'Alemanya
- NPD – Partit Nacional Demòcrata d'Alemanya
- ÖDP – Partit Ecològico-democràtic
- V-Partei³ – V-Partei³
- PIRATEN – Partit Pirata d'Alemanya
- DM – Centre Alemany
- Tierschutzpartei – Partit de l'ésser humà, el medi ambient i la protecció dels animals
- DKP – Partit Comunista Alemany
- DiB – Democràcia en Moviment
- BüSo – Moviment de Drets Ciutadans Solidaritat
- Gesundheitsforschung – Partei für Gesundheitsforschung
- MENSCHLICHE WELT – Menschliche Welt
- SGP – Sozialistische Gleichheitspartei
- Tierschutzallianz – Allianz für Menschenrechte, Tier- und Naturschutz
- ADD – Aliança d'Alemanys Demòcrates
- BP – Partit de Baviera
- B* – Bergpartei, die "ÜberPartei"
- Die Grauen – Die Grauen – Für alle Generationen
- Die Humanisten – Partei der Humanisten
- DIE RECHTE – La Dreta
- du. – Die Urbane. Eine HipHop Partei
- MG – Magdeburger Gartenpartei
- PDV – Partit de la Raó
- Volksabstimmung – A partir d'ara... Democràcia a través de plebiscit

## Resultats
La CDU/CSU i l'SPD van continuar sent els dos partits més forts, però tots dos van rebre un percentatge de vot significativament menor respecte de les eleccions del 2013. L'SPD obtingué el seu pitjor resultat des de les eleccions federals d'Alemanya Occidental de 1949.
L'AfD va rebre prou vots per entrar al Bundestag per primera vegada, amb un 12,6 %. També va guanyar tres mandats directes. L'FDP va tornar al Bundestag amb un 10,7 %, mentre que L'Esquerra i els Verds van registrar un lleu augment de vots.
| Partit                                               | Partit                                                          | Districte electoral | Districte electoral | Districte electoral | Llista     | Llista | Llista | Total escons | +/– |
| Partit                                               | Partit                                                          | Vots                | %                   | Escons              | Vots       | %      | Escons | Total escons | +/– |
| ---------------------------------------------------- | --------------------------------------------------------------- | ------------------- | ------------------- | ------------------- | ---------- | ------ | ------ | ------------ | --- |
|                                                      | Unió Demòcrata Cristiana d'Alemanya (CDU)                       | 14,027,804          | 30.2                | 185                 | 12,445,832 | 26.8   | 15     | 200          | –55 |
|                                                      | Partit Socialdemòcrata d'Alemanya (SPD)                         | 11,426,613          | 24.6                | 59                  | 9,538,367  | 20.5   | 94     | 153          | –40 |
|                                                      | Alternativa per Alemanya (AfD)                                  | 5,316,095           | 11.5                | 3                   | 5,877,094  | 12.6   | 91     | 94           | +94 |
|                                                      | Partit Democràtic Lliure (FDP)                                  | 3,248,745           | 7.0                 | 0                   | 4,997,178  | 10.7   | 80     | 80           | +80 |
|                                                      | L'Esquerra (DIE LINKE)                                          | 3,966,035           | 8.6                 | 5                   | 4,296,762  | 9.2    | 64     | 69           | +5  |
|                                                      | Aliança 90/Els Verds (GRÜNE)                                    | 3,717,436           | 8.0                 | 1                   | 4,157,564  | 8.9    | 66     | 67           | +4  |
|                                                      | Unió Social Cristiana de Baviera (CSU)                          | 3,255,604           | 7.0                 | 46                  | 2,869,744  | 6.2    | 0      | 46           | –10 |
|                                                      |                                                                 |                     |                     |                     |            |        |        |              |     |
|                                                      | Electors Lliures                                                | 589,116             | 1.3                 | 0                   | 463,052    | 1.0    | 0      | 0            |     |
|                                                      | Partit Ecològic Democràtic                                      | 166,132             | 0.4                 | 0                   | 144,772    | 0.3    | 0      | 0            |     |
|                                                      | Die PARTEI                                                      | 245,415             | 0.5                 | 0                   | 452,922    | 1.0    | 0      | 0            |     |
|                                                      | Partit de Baviera                                               | 62,556              | 0.1                 | 0                   | 57,952     | 0.1    | 0      | 0            |     |
|                                                      | PIRATEN                                                         | 93,173              | 0.2                 | 0                   | 173,867    | 0.4    | 0      | 0            |     |
|                                                      | Partit Nacional Demòcrata d'Alemanya                            | 45,239              | 0.1                 | 0                   | 176,715    | 0.4    | 0      | 0            |     |
|                                                      | Partit Marxista-Leninista d'Alemanya                            | 35,835              | 0.1                 | 0                   | 29,928     | 0.1    | 0      | 0            |     |
|                                                      | Partit pels Humans, el Medi Ambient i la Protecció dels Animals | 22,887              | 0.0                 | 0                   | 373,278    | 0.8    | 0      | 0            |     |
|                                                      | Moviment de Drets Ciutadans Solidaritat                         | 15,993              | 0.0                 | 0                   | 6,735      | 0.0    | 0      | 0            |     |
|                                                      | Aliança per la Protecció dels Animals                           | 6,108               | 0.0                 | 0                   | 32,218     | 0.1    | 0      | 0            |     |
|                                                      | Partit Comunista Alemany                                        | 7,514               | 0.0                 | 0                   | 11,713     | 0.0    | 0      | 0            |     |
|                                                      | Els Violetes- per la Política Espiritual                        | 2,187               | 0.0                 | 0                   | –          | –      | –      | 0            |     |
|                                                      | Aliança C                                                       | 1,715               | 0.0                 | 0                   | –          | –      | –      | 0            |     |
|                                                      | Nous Liberals                                                   | 877                 | 0.0                 | 0                   | –          | –      | –      | 0            |     |
|                                                      | La Dreta                                                        | 1,166               | 0.0                 | 0                   | 2,070      | 0.0    | 0      | 0            |     |
|                                                      | Die Einheit                                                     | 373                 | 0.0                 | 0                   | –          | –      | –      | 0            |     |
|                                                      | Partit V                                                        | 1,204               | 0.0                 | 0                   | 64,130     | 0.1    | 0      | 0            |     |
|                                                      | Gesundheitsforschung                                            | 1,524               | 0.0                 | 0                   | 23,597     | 0.1    | 0      | 0            |     |
|                                                      | Aliança per Alemanya                                            | 6,315               | 0.0                 | 0                   | 5,144      | 0.0    | 0      | 0            |     |
|                                                      | Món Humà                                                        | 2,144               | 0.0                 | 0                   | 11,653     | 0.0    | 0      | 0            |     |
|                                                      | Partit per la Igualtat Social, Secció Quarta Internacional      | 903                 | 0.0                 | 0                   | 1,346      | 0.0    | 0      | 0            |     |
|                                                      | B*                                                              | 672                 | 0.0                 | 0                   | 932        | 0.0    | 0      | 0            |     |
|                                                      | Die Grauen – Graue Panther                                      | 4,311               | 0.0                 | 0                   | 9,874      | 0.0    | 0      | 0            |     |
|                                                      | du.                                                             | 767                 | 0.0                 | 0                   | 3,018      | 0.0    | 0      | 0            |     |
|                                                      | MG                                                              | 2,568               | 0.0                 | 0                   | 5,606      | 0.0    | 0      | 0            |     |
|                                                      | Partit de les Famílies d'Alemanya                               | 505                 | 0.0                 | 0                   | –          | –      | –      | 0            |     |
|                                                      | Les Dones                                                       | 431                 | 0.0                 | 0                   | –          | –      | –      | 0            |     |
|                                                      | Partit dels Jubilats                                            | 1,322               | 0.0                 | 0                   | –          | –      | 0      | 0            |     |
|                                                      | BGE                                                             | –                   | –                   | –                   | 97,386     | 0.2    | 0      | 0            |     |
|                                                      | DM                                                              | –                   | –                   | –                   | 63,133     | 0.1    | 0      | 0            |     |
|                                                      | DiB                                                             | –                   | –                   | –                   | 60,826     | 0.1    | 0      | 0            |     |
|                                                      | AD-DEMOKRATEN                                                   | –                   | –                   | –                   | 41,178     | 0.1    | 0      | 0            |     |
|                                                      | Els Humanistes                                                  | –                   | –                   | –                   | 5,989      | 0.0    | 0      | 0            |     |
|                                                      | Altres                                                          | 100,657             | 0.2                 | 0                   | –          | –      | –      | 0            |     |
|                                                      | Independents                                                    | 2,455               | 0.0                 |                     | –          | –      | –      | 0            |     |
| Blancs/nuls                                          | Blancs/nuls                                                     | 593,161             | 1.3                 | –                   | 466,942    | 1.0    | –      | –            | –   |
| Total                                                | Total                                                           | 46,973,799          | 100                 | 299                 |            | 100    | 391    | 709          | +78 |
| Registrats                                           | Registrats                                                      | 61,675,529          | 76.2                | –                   |            |        | –      | –            | –   |
| Font: Bundeswahleiter Total de 229 circumscripcions. |                                                                 |                     |                     |                     |            |        |        |              |     |